# Sciences Eaux & Territoires
Sciences Eaux & Territoires est une revue scientifique et technique diffusée en libre accès sur internet, éditée par Irstea de 2010 à 2020 et par INRAE depuis le 1er janvier 2020.  
Elle s'adresse aux acteurs et décideurs du territoire, publics ou privés, qui interviennent dans les domaines du développement territorial et de l'environnement. La revue est organisée autour de numéros thématiques, de cahiers spéciaux et d’articles hors série. Elle couvre des thématiques à enjeux majeurs comme la gestion de l’eau et des déchets, les risques naturels, la bioéconomie, les changements globaux et leurs impacts sur la biodiversité et les ressources des territoires (agricole, aquatique, forestière, tourisme…), les nouvelles situations de risques résultant de ces changements globaux…  
Les contributeurs de la revue sont d’origines variées : chercheurs des principaux organismes scientifiques français, mais aussi acteurs et praticiens  intervenant sur la gestion des espaces ruraux, urbains et péri-urbains (bureaux d’étude, collectivités territoriales, associations, ONG, entrepreneurs, etc.). Le contenu des articles est validé par un comité éditorial composé d’experts des domaines scientifique et opérationnel.   
Tous les articles sont référencés dans de nombreux moteurs de recherche et bases de données (CAIRN, Isidore, Mir@bel).

## Histoire
Sciences Eaux & Territoires a remplacé en 2010 la revue Ingénieries-EAT. Créée en 1996 par le Cemagref (ancien nom d'Irstea), elle s’adressait aux ingénieurs et techniciens intervenant en environnement et en aménagement, ainsi qu’à tous ceux qui les conseillent, les forment et les encadrent. Elle présentait des résultats de recherche, des innovations techniques ou des synthèses des connaissances en ingénierie des milieux (rivières, forêts, prairies…) et des équipements (pour l'agriculture, l'épuration des eaux, le traitement et la valorisation des déchets…). Ingénieries-EAT comprenait quatre numéros par an et deux numéros spéciaux, toujours consultables via le moteur de recherche du site internet de la revue Sciences Eaux & Territoires.